# آشور بن سام
آشور (بالعبرية: אַשּׁוּר) هو الابن الثاني لسام بن نوح، وأخوته آشور وعيلام وأرفخشد ولاوذ وإرم.

## أبناؤه
- إيران وتنسب له مملكة إيران الذين كانوا فيها ملوك الفرس.[1]
- باسل[2]
- طيراش[3]
- جرموق[2]
- نبيط[4]
- ميروش (( حسب كتاب كهف الكنوز ))
- موكيل (( حسب كتاب كهف الكنوز ))
- تقوع (( حسب كتاب كهف الكنوز ))
- جصرون (( حسب كتاب كهف الكنوز ))
- يشاي (( حسب كتاب كهف الكنوز ))

## مخطوطات البحر الميت
قبل اكتشاف مخطوطات البحر الميت كان هناك خلاف في الأوساط الأكاديمية بشأن ما إذا كان آشور أم نمرود من بنى المدن الآشورية مثل نينوى وريسين وريهوبوث وكالح، فسّر السير والتر رالي ذلك في كتابه " تاريخ العالم" (سنة 1616)، حيث اعتمد على ترجمة نسخة الملك جيمس 1611 للمخطوطة السبعينية والفولغاتا لسفر التكوين 10: 11-12، وبيّن أن آشور هو مؤسس مدن نينوى وريهوبوث وكالح وريسين.
آشور هو والد تقوع.